# Aramayona
Aramayona (oficialmente en euskera: Aramaio) es un municipio español de la provincia de Álava, en la comunidad autónoma del País Vasco.

## Toponimia
Según algunos filólogos como Julio Caro Baroja se trataría de un antropónimo proveniente de un nombre latino Aramaeus, que no está documentado, pero que significa 'arameo'. También podría provenir de algún nombre parecido como Alamaeus, Alabaeus o Arabaeus. Según esta hipótesis una villa Aramaiona sería una propiedad de esa tal Aramaeus.
Las menciones más antiguas de este topónimo datan del siglo XIV y ya por aquel entonces aparecen sus versiones actuales, la castellana de Aramayona, la vasca de Aramayo y también una versión intermedia Aramayon. En castellano se ha mantenido aparentemenete una forma más conservadora del topónimo, mientras que en lengua vasca evolucionó por pérdida de la n intervocálica y reducción oa->o. Aramayona->Aramayo(n)a->Aramayo(a). 
El topónimo se pronuncia hoy en día localmente en lengua vasca como Aramaixo, con un sonido fricativo prepalatal sordo que refuerza la separación silábica. Sin embargo la versión normalizada del topónimo en lengua vasca es Aramaio.

## Demografía
Aramayona cuenta con una población de 1381 habitantes (INE 2024).
| Gráfica de evolución demográfica de Aramayona entre 1842 y 2021 |
| |
| Población de derecho según los censos de población del INE Población de hecho según los censos de población del INEEn estos censos se denominaba Aramayona: 1842, 1857, 1860, 1877, 1887, 1897, 1900, 1910, 1920, 1930, 1940, 1950, 1960, 1970 y 1981 |

#### Gráfico de población 1988-2008
| Gráfica de evolución demográfica de Aramayona entre 1988 y 2020 |
|                                                                 |

## Administración y política

### Gobierno municipal
| Partido político                                              | 2019  | 2019       | 2015  | 2015       | 2011  | 2011       | 2007  | 2007       | 2003        | 2003        | 1999  | 1999       | 1995  | 1995       |
| Partido político                                              | %     | Concejales | %     | Concejales | %     | Concejales | %     | Concejales | %           | Concejales  | %     | Concejales | %     | Concejales |
| Euskal Herria Bildu (EH Bildu)-Bildu                          | 68,76 | 7          | 65,43 | 6          | 60,72 | 6          | —     | —          | —           | —           | —     | —          | —     | —          |
| Euzko Alderdi Jeltzalea-Partido Nacionalista Vasco (EAJ-PNV)  | 23,30 | 2          | 28,15 | 3          | 16,03 | 1          | 31,87 | 3          | 93,04       | 9           | 44,04 | 4          | 37,22 | 4          |
| Partido Socialista de Euskadi-Euskadiko Ezkerra (PSE-EE PSOE) | 1,69  | 0          | 1,60  | 0          | 0,90  | 0          | 1,39  | 0          | 2,64        | 0           | —     | —          | —     | —          |
| Partido Popular del País Vasco (PP)                           | 0,12  | 0          | —     | —          | 0,34  | 0          | 0,64  | 0          | 1,47        | 0           | 0,45  | 0          | —     | —          |
| Aramaioko Alkartasuna (AA)                                    | —     | —          | —     | —          | 19,98 | 2          | —     | —          | —           | —           | —     | —          | —     | —          |
| Ezker Batua-Berdeak (EB-B)                                    | —     | —          | —     | —          | —     | —          | 3,32  | 0          | —           | —           | —     | —          | —     | —          |
| Eusko Alkartasuna (EA)                                        | —     | —          | —     | —          | —     | —          | 15,19 | 1          | —           | —           | 30,77 | 3          | 36,47 | 3          |
| Eusko Abertzale Ekintza-Acción Nacionalista Vasca (EAE-ANV)   | —     | —          | —     | —          | —     | —          | 45,67 | 5          | —           | —           | —     | —          | —     | —          |
| Unidad Alavesa (UA)                                           | —     | —          | —     | —          | —     | —          | —     | —          | 0,29        | 0           | —     | —          | 0,05  | 0          |
| Euskal Herritarrok (EH)-Herri Batasuna (HB)                   | —     | —          | —     | —          | —     | —          | —     | —          | Ilegalizado | Ilegalizado | 23,41 | 2          | 24,44 | 2          |

### Organización territorial

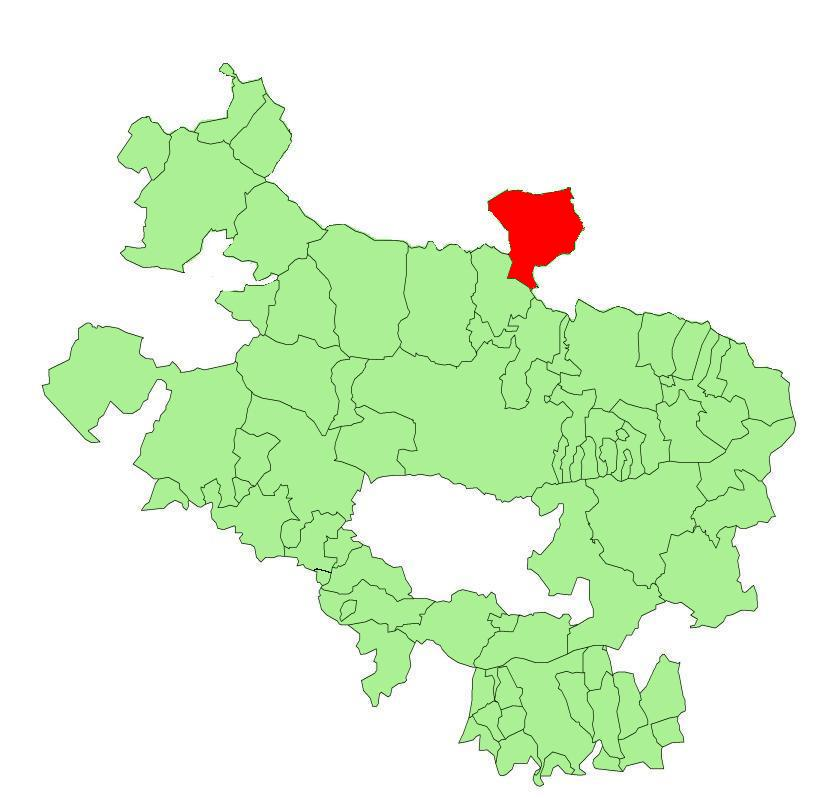
Extensión del municipio en la provincia de Álava

El municipio está formado por ocho anteiglesias y un concejo:

#### Anteiglesias
- Aréjola (oficialmente en euskera: Arexola)
- Azcoaga (oficialmente en euskera: Azkoaga)
- Barajuén (oficialmente en euskera: Barajuen)
- Echagüen (oficialmente en euskera: Etxaguen)
- Ganzaga (oficialmente en euskera: Gantzaga)
- Ibarra
- Uncella (oficialmente en euskera: Untzilla)
- Uríbarri (oficialmente en euskera: Uribarri)

#### Concejo
- Olaeta

Ibarra, con 902 habitantes en 2015, hace las veces de capital y casco urbano del pueblo. El concejo de Olaeta tiene la particularidad de ser además una anteiglesia y cuenta con cierta autonomía administrativa.